# Aeropuerto Internacional Mariscal Cunha Machado
El Aeropuerto Internacional Mariscal Hugo da Cunha Machado es un aeropuerto ubicado en la ciudad de San Luis, Maranhão, Brasil.
Opera vuelos regionales, nacionales e internacionales, y tiene capacidad para recibir aviones de medio porte como Boeing 727, Airbus A320 y Boeing 737.

## Aerolíneas y destinos
| Aerolíneas         | Destinos                                                        |
| ------------------ | --------------------------------------------------------------- |
| Azul Linhas Aéreas | Belém, Belo Horizonte-Confins, Campinas, Recife                 |
| Gol Linhas Aéreas  | Brasilia, Fortaleza, Río de Janeiro-Galeão, São Paulo-Guarulhos |
| LATAM Brasil       | Brasília, São Paulo-Guarulhos                                   |

## Ubicación
El aeropuerto está ubicado a 15 km (9 millas) del centro de la ciudad de São Luís.